# Messier 80
Messier 80 (M80 ili NGC 6093) je kuglasti skup kojeg je Charles Messier otkrio 1781. u zviježđu Škorpionu, nešto sjevernije od zvijezde Antares. Messier je skup vidio kao još jednu "maglicu bez zvijezda", a prvi ga je na zvijezde razlučio William Herschel oko 1785. godine. Herschel je skup opisao kao jedan od najgušćih skupova koje je ikada vidio.

## Svojstva
M80 je tip II kuglasti skup i nalazi se među dosad najgušćim otkrivenim skupovima. Skup se nalazi na udaljenosti od oko 32.600 svjetlosnih godina, ima prividni promjer od 10' i stvarni promjer od 95 svjetlosnih godina. Vjeruje se da skup sadrži nekoliko stotina tisuća zvijezda.
Zbog velike gustoće zvijezda, sudari među njima su relativno česti. Posljedica toga je velik broj zvijezda plavih lutalica. Plave lutalice nastaju kada se zbog velike gustoće sudare i spoje dvije zvijezde. Zvijezda koja tada nastane ima veću temperaturu nego zvijezde sa sličnim sjajem.
U svibnju 1860. godine otkrivena je nova u skupu. Zvijezda je dosegla prividni sjaj od magnitude + 7,0 i dobila je oznaku T Scorpii. Nova je nekoliko dana svojim sjajem nadmašivala cijeli skup koji ima prividni sjaj od magnitude + 7,3. Ako je procijenjena udaljenost točna, apsolutni sjaj nove je bio magnitude -8.5, ili oko 215.000 puta veći od sjaja Sunca.

## Amaterska promatranja
M80 je dovoljno sjajan da ga se može uočiti dalekozorom. U manjim teleskopima će izgledati kao komet bez repa. Veći teleskopi, od 200 mm, pokazat će skup kao kuglu svijetla od 3' u promjeru s gotovo zvjezdolikom jezgrom i naznakama granulacije pri rubovima.

## Vanjske poveznice
- (engl.) SEDS: NGC 6093
- (engl.) Hartmut Frommert: Revidirani Novi opći katalog
- (engl.) Izvangalaktička baza podataka NASA-e i IPAC-a
- (engl.) Astronomska baza podataka SIMBAD
- (engl.) VizieR
- (engl.) Auke Slotegraaf: NGC 6093 Deep Sky Observer's Companion
- (engl.) Courtney Seligman: Objekti Novog općeg kataloga: NGC 6050 - 6099
- Skica kuglastog skupa M80